# Goulamas'k
Goulamas'k és un grup de música de ska i rock occità fundat el 1999 a Puègserguièr, un poble a prop de Besiers. Combina elements de la música tradicional amb els d'estils com el punk, el rock i l'ska. Ha actuat en el Festival des Musiques d'Occitanie et de la Méditerranée (lit. ‘Festival de Música d'Occitània i de la Mediterrània’) i el Feslloc, entre d'altres.

## Discografia
- Apellation de toutes origines non contrôlées (2000)
- Le kri des cigales (2002)
- Gardarem la tèrra (2005)
- Fai petar (2007)
- Nerviós Trobador (2008)
- Avis de tempèsta (2010)
- Ràbia et Poësia (2014)